# Llista de recomanacions de la sèrie V de l'ITU-T
Les Recomanacions de la sèrie V de l'ITU-T sobre la comunicació de dades a través de la xarxa telefònica especifiquen els protocols que regeixen els estàndards i les interfícies de comunicació de mòdems aprovats.
Nota: els sufixos bis i ter són designadors estàndard de l'ITU-T d'iteracions successives d'un estàndard (bis i ter es deriven del llatí per a "dues vegades" i "tres vegades").

## Normes generals[4]
S'aplica a V.1–V.9
- V.1 és una recomanació de la UIT-T, titulada Equivalència entre símbols de notació binària i les condicions significatives d'un codi de dues condicions.
- V.2 és una recomanació de l'ITU-T, aprovada el novembre de 1988, titulada Nivells de potència per a la transmissió de dades a través de línies telefòniques.
- V.4 és una recomanació de l'ITU-T, aprovada el novembre de 1988, titulada Estructura general de senyals del codi de l'alfabet internacional núm. 5 per a la transmissió de dades orientada a caràcters a través de xarxes telefòniques públiques.
- V.5 va ser una recomanació de l'ITU-T, aprovada el novembre de 1988, titulada Normalització de les taxes de senyalització de dades per a la transmissió de dades síncrona a la xarxa telefònica commutada general. Des de llavors s'ha retirat.
- V.6 va ser una recomanació de l'ITU-T, aprovada el novembre de 1988, titulada Normalització de les taxes de senyalització de dades per a la transmissió de dades síncrona en circuits de tipus telefònic llogats. Des de llavors s'ha retirat.
- V.7 és una recomanació de l'ITU-T, aprovada el novembre de 1988, titulada Definicions de termes relacionats amb la comunicació de dades a través de la xarxa telefònica.
- V.8 és una recomanació de l'ITU-T, aprovada per primera vegada el setembre de 1994, titulada Procediments per iniciar sessions de transmissió de dades a través de la xarxa telefònica commutada pública. S'ha substituït tres vegades. La versió actual es va aprovar el novembre de 2000.
  - V.8bis és una recomanació de l'ITU-T, aprovada per primera vegada l'agost de 1996, titulada Procediments per a la identificació i selecció de modes comuns d'operació entre equips de terminació de circuits de dades (DCE) i entre equips terminals de dades (DTE) a través del telèfon públic commutat. xarxa i en circuits llogats de tipus telefònic punt a punt. S'ha substituït dues vegades. La versió actual es va aprovar el novembre de 2000.

## Interfícies i mòdems de banda de veu
S'aplica a V.10–V.34
- V.10 és una recomanació de l'ITU-T, acordada per primera vegada el 1976, per a circuits elèctrics desequilibrats per a la comunicació de dades de fins a 100 kbit /s. Pot interfuncionar amb V.28, sempre que no estigui exposat a senyals superiors a 12 volts. S'utilitza amb el connector ISO 4902 de 37 pins, és compatible amb EIA RS-423.
- V.11 és una recomanació de l'ITU-T, acordada per primera vegada el 1976, per a circuits elèctrics equilibrats per a la comunicació de dades de fins a 10 Mbit /s. S'utilitza amb el connector ISO 4902 de 37 pins (" DC-37 "), és compatible amb EIA-422. Es recomana el connector ISO 4903 de 15 pins (" DA-15 ") per a la interfície de xarxa de dades.
- V.17 és una recomanació de l'ITU-T per a un mòdem de fax que utilitza modulació TCM a 12 i 14,4 kbit/s.
- V.18 és una recomanació de l'ITU-T per al funcionament i la interacció de dispositius telefònics de text
- V.21 és una recomanació de l'ITU-T per a la comunicació full-duplex entre dos mòdems analògics d'accés telefònic que utilitzen modulació de codificació per canvi de freqüència d'àudio a 300 baudis per transportar dades digitals a 300 bit/s. És una variant del format de modulació Bell 103 original.
- V.22 és una recomanació de l'ITU-T per a la comunicació full-duplex entre dos mòdems analògics d'accés telefònic que utilitzen modulació PSK a 600 baudis per transportar dades a 1200 o 600 bit/s. És una variant del format de modulació Bell 212A.
  - V.22bis és una recomanació de l'ITU-T que amplia V.22 amb una velocitat més ràpida utilitzant QAM a 600 baudis per transportar dades digitals a 2400 o 1200 bit/s. El mode 1200 bit/s és compatible amb V.22.
- V.23 és una recomanació de l'ITU-T per a la comunicació semidúplex entre dos mòdems analògics d'accés telefònic que utilitzen modulació FSK de fins a 600 o 1200 baudis per transportar dades digitals a 600 o 1200 bit/s respectivament. Un canal invers opcional de 75 baudis transporta 75 bits /s.
- V.24 es fa referència com a RS-232 que també inclou V.28.
- V.25ter vegeu V.250
- V.27ter és una recomanació de l'ITU-T per a un mòdem semidúplex, que permet 2400 i 4800 bit/s (modulació PSK).
- V.28 és una recomanació de l'ITU-T que defineix les característiques elèctriques dels circuits d'intercanvi de doble corrent desequilibrats.
- V.29 és una recomanació de l'ITU-T per a un mòdem, que permet els modes de transferència de 4,8 kbit/s, 7,2 kbit/s i 9,6 kbit/s (modulacions PSK i QAM).
- V.32 (11/88) és una recomanació de l'ITU-T per a un mòdem que funcioni com a dúplex complet en un circuit de 4 fils, o semidúplex en un circuit de dos cables, que permet la transferència de dades bidireccional a 9,6 kbit/s. o 4,8 kbit/s a una velocitat de símbol de 2.400 baudis en lloc dels 600 baudis dels estàndards V.22.
  - V.32bis (02/91) és una recomanació de l'ITU-T per a un mòdem, que permet una transferència de dades bidireccional de fins a 14,4 kbit/s. Altres taxes de transferència de dades definides addicionals són 12,0 kbit/s, 9,6 kbit/s, 7,2 kbit/s i 4,8 kbit/s. L'estàndard va ser ampliat per diversos fabricants de mòdems per permetre velocitats de transferència de dades bidireccionals de 19,2 kbit/s, però mai es va ratificar com a estàndard V.32 ter . Aquests mòdems estàndard que no són ITU-T sovint s'anomenaven mòdems " V.32terbo ".
- V.33 és una recomanació de l'ITU-T per a un mòdem que funcioni com a dúplex complet en una línia arrendada punt a punt de 4 fils que permet la transferència de dades bidireccional a 14,4 kbit/s.
- V.34 (09/94) és una recomanació de l'ITU-T (substituïda) per a un mòdem, que permet una transferència de dades bidireccional de fins a 28,8 kbit/s mitjançant la modulació TCM. Altres taxes de transferència de dades definides addicionals són 24,0 kbit/s i 19,2 kbit/s, així com totes les taxes V.32 i V.32bis permeses. A més, els mòdems V.34 utilitzen mapes d'intèrpret d'ordres com a codi de conformació per reduir la potència de transmissió.
  - V.34 (10/96) és una recomanació actualitzada de l'ITU-T per a un mòdem, que es basa en l'estàndard V.34 però que permet una transferència de dades bidireccional de fins a 33,6 kbit/s. Altres taxes de transferència de dades definides addicionals són 31,2 kbit/s, així com totes les taxes V.34 permeses. Els mòdems que implementaven aquest estàndard sovint eren comercialitzats amb el sobrenom V.34+ .
  - V.34 (02/98) que es representa habitualment com a V.34bis, és una actualització addicional de la V.34 que va corregir algunes errates del document original de 1996.

### Estàndards ad hoc
Per tal d'aconseguir l'avantatge del primer motor, moltes empreses de mòdems van introduir models basats en els propers estàndards de la sèrie V abans d'arribar a la ratificació final. En altres casos, les empreses van introduir sistemes no estàndard, però els van donar noms semblants a la UIT.
- V.32terbo, o V.32ter abreujada, era un estàndard de 19,2 kbit/s introduït per AT&T Paradyne. Es basava en V.32bis i no va fer més que augmentar la velocitat de dades. V.32ter és compatible amb V.32bis a velocitats de 14,4 kbit/s i inferiors, però no és compatible amb V.34 a 19.2.
- V.FC, abreviatura de V.Fast Class i de vegades denominat V.FAST, va ser desenvolupat per Hayes i Rockwell per introduir un estàndard de 28,8 kbit/s mentre s'allargaven els esforços de V.34. V.FC no era compatible amb V.34, tot i que la majoria dels mòdems V.34 podien suportar V.FC, sobretot els que utilitzaven chipsets Rockwell.

## Mòdems de banda ampla
S'aplica a V.35–V.39
- V.35 és un estàndard ITU-T situat a la capa 1 del model OSI. La velocitat màxima és de 2 Mbit/s i només síncrona. Recomanació ITU-T retirada per a la transmissió de dades a 48 kbit/s per circuits de banda ampla. Les característiques físiques i elèctriques d'aquesta interfície s'especifiquen ara a la recomanació ITU-T V.11.
- V.36 és un estàndard ITU-T situat a la capa 2 del model OSI anomenat mòdems per a la transmissió de dades síncrona mitjançant 60–108 Circuits de banda grupal de kHz.

## Control d'errors i compressió de dades
S'aplica a V.40–V.49
- V.41 és un sistema de control d'errors independent del codi. Defineix el polinomi CRC-16 estàndard ITU-T com a x 16 + x 12 + x 5 + 1
- V.42 és un protocol de correcció d'errors. La seva funció és permetre que el receptor sol·liciti immediatament la retransmissió de qualsevol paquet de dades perdut. Tanmateix, no garanteix la rapidesa amb què es lliuraran les dades sense errors al receptor. V.42 s'inclou generalment als mòdems de connexió telefònica. També defineix el polinomi estàndard ITU-T CRC-32 com x ³² +x 26 +x 23 +x 22 +x 16 +x 12 +x 11 +x 10 +x 8 +x 7 +x 5 + x 4 + x 2 +x+1, i inclou el protocol d'enquadrament LAPM .
  - V.42bis, també un estàndard adaptatiu de compressió de dades, es basa en l'enfocament del diccionari dinàmic Lempel Ziv i pot passar al "mode transparent", en què les dades es transmeten sense comprimir. L'algorisme específic és " BTLZ " (British Telecom Lempel Ziv), que va ser desenvolupat per Alan Clark (aleshores amb BT).
- V.44 es basa en la compressió adaptativa de dades LZJH (Lempel-Ziv-Jeff-Heath) desenvolupada per Hughes Electronics per a la seva Internet per satèl·lit DirecPC, i incorporada a l'estàndard de mòdem d'accés telefònic v.92. V.44 ofereix un rendiment de compressió una mica millor per a certs tipus de dades que l'estàndard V.42bis, de mitjana permetent un 15% més de rendiment. Per exemple, una connexió de 53,3 kbit/s amb V.44 pot transmetre fins a 53,3×6 = 320 kbit/s utilitzant text pur. En realitat, la velocitat general de dades rarament supera la compressió de 3:1 (~150 kbit/s). La compressió tendeix a millorar i empitjorar amb el temps a causa del soroll a la línia o a causa de la transferència de fitxers ja comprimits (arxius ZIP, imatges JPEG, àudio MP3, vídeo MPEG). En alguns moments, el mòdem enviarà fitxers comprimits a 53 kbit/s, fitxers no comprimits a 160 kbit/s i text pur a 320 kbit/s, o qualsevol valor intermedi.